# Závišice
Závišice település Csehországban, Nový Jičín-i járásban. Závišice Příbor, Sedlnice, Kopřivnice, Štramberk, Rybí és Libhošť településekkel határos. Lakosainak száma 1130 fő (2024. január 1.).

## Népesség
A település lakosságának változását az alábbi diagram mutatja:
| Lakosok száma | 668  | 800  | 970  | 799  | 767  | 733  | 1020 | 1062 | 1077 | 1130 |
|               | 1869 | 1890 | 1921 | 1950 | 1980 | 2001 | 2017 | 2019 | 2022 | 2024 |